# František Mařík (konstruktér)
František Mařík (25. listopadu 1816 Březnice – 10. listopadu 1893 Praha) byl český lokomotivní technik a konstruktér, původně vyučený zámečník. Stal se jedním z prvních Čechů, kteří pronikli do oboru konstrukcí parních lokomotiv, jeho synové pak v továrně První českomoravská továrna na stroje (ČKD) v Libni roku 1900 zprovoznili první českou lokomotivu NA ZDAR v rámci série strojů později označených jako 310.0.

## Život

### Mládí
Narodil se v Březnici u Příbrami, kde se vyučil v zámečnické dílně svého otce. Poté odešel za zkušenostmi na Zbraslav, posléze do Prahy, kde pracoval v zámečnické dílně A. Juppy. Roku 1840 se oženil a na pět let se vrátil do Březnice, od roku 1845 přebýval v Praze.

### Železniční strojník
Mařík byl osobně přítomen příjezdu první vlakové soupravy na pražské nádraží Severní státní dráhy (pozdější Masarykovo nádraží) 20. srpna 1845 za osobního řízení inženýra Jana Pernera. Železniční technologie, a především lokomotivy, jej nadchly, opustil tedy místo mistra v zámečnické dílně a nechal se zaměstnat v dělnické pozici v pražských železničních dílnách. Po devíti měsících se naučil obstojně francouzsky, neboť opravy a revizi strojů byli do dílen zde prováděli především Francouzi či Belgičané. Samostudiem se výrazně zdokonalil ve fyzice, mechanice, matematice a dalších oborech. Po čase provedl konstrukční úpravy pro lepší kompresi na belgické lokomotivě NStB značky Cokerill a provedl s ní zkušební jízdu z Prahy do Běchovic. Zlepšení bylo úspěšné, úpravy byly provedeny i u dalších typů strojů a Františkovi Maříkovi je nabídnuta pozice dílenského mistra.

### Úpravy lokomotiv

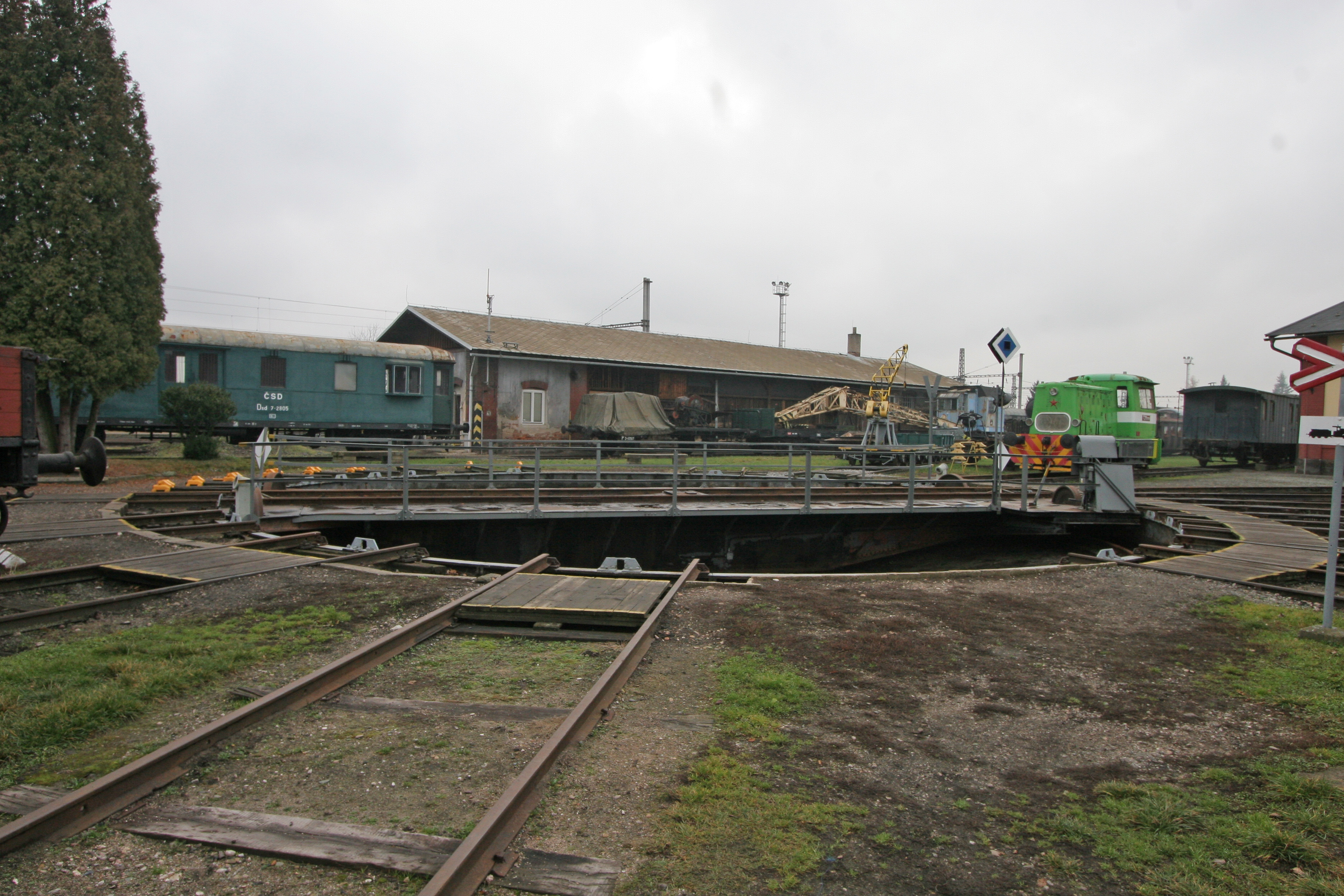
Budovy výtopny a dílen v Jaroměři

Místo ale odmítl a ve druhé polovině 50. let 19. století se nechal zaměstnat společností Jihoseveroněmecká spojovací dráha (SNDVB) realizující stavbu železnice z Pardubic přes Hradec Králové, Josefov (Jaroměř) a Starou Paku do Turnova (1857-1858), následně zprovozněnou do Liberce (1859). Pracoval v železničních dílnách v Josefově, následně se přesunul do dílen v Liberci. Zde provedl konstrukční úpravy na německých lokomotivách z mnichovské továrny Maffei: přemístil hřídel tak, aby stroj dosáhl většího výkonu a překonal tak výškově náročné úseky trati procházejícím podhůřím Jizerských hor a Krkonoš. Inovace byla oceněna Janem Schebkem, stavitelem a investorem trati, a také firmou Maffei, která Maříkovy koncepty zapracovala a udělila mu mimořádnou odměnu.

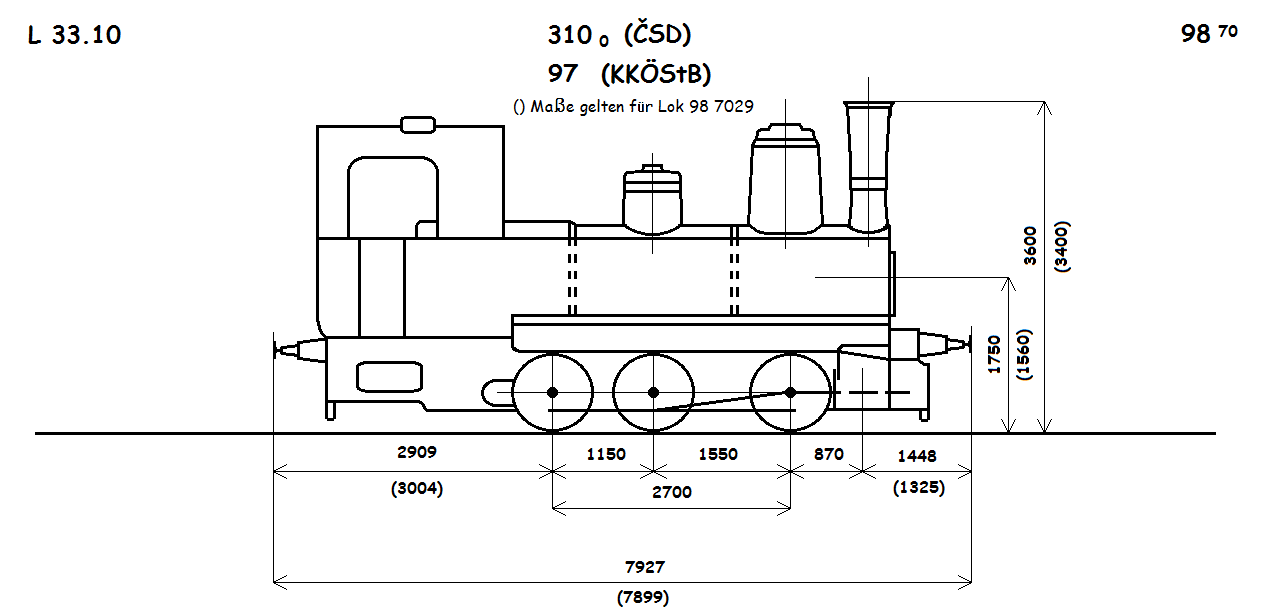
Nákres lokomotivy třídy 310.0 NA ZDAR, ČKD, 1900

V letech 1866 až 1872 pracoval Mařík spolu se svými syny Václavem (1849-1926) a Bohuslavem (1854-1929) na modelu lokomotivy vycházející z lokomotiv Maffei 2B IIa. 6 ELBE v měřítku 1:6. Oba synové dosáhli inženýrského vzdělání a začali pracovat pro továrnu První českomoravská továrna na stroje Emila Kolbena a Čeňka Daňka, založené roku 1871, v oblasti výroby strojů.

### Úmrtí
František Mařík zemřel 10. listopadu 1893 v Praze ve věku nedožitých 77 let a byl pohřben na Olšanských hřbitovech.
Syn Bohuslav se roku 1892 stal ředitelem celého závodu (od roku 1903 vrchním ředitelem), roku 1898 prosadil vznik oddělení pro stavbu lokomotiv a palivových tendrů, jehož řízením byl pověřen jeho bratr Václav Mařík. Dne 28. dubna 1900 pak provedla první jízdu první lokomotiva české konstrukce, pojmenovaná sokolským pozdravem NA ZDAR. Typ c. k. Státními drahami označený 97, u ČSD pak jako 310.0, určený především pro lokální tratě, se vyráběl až do roku 1913.